# Nigersaurus
 Nigersaurus  ist eine Gattung sauropoder Dinosaurier aus der Gruppe der Rebbachisauridae, die während der Unterkreide (spätes Aptium) in Afrika lebte. Der etwa 10 Meter lange Pflanzenfresser gehört wie der deutlich größere Diplodocus zu den Diplodocoidea. Bislang wurde nur die Typusart Nigersaurus taqueti wissenschaftlich beschrieben (Sereno et al., 1999).

## Entdeckung
Fossilien des Nigersaurus wurden hauptsächlich von zwei Expeditionen in den Jahren 1997 und 2000 in der Fundstätte Gadoufaoua in der Wüste Sahara (Republik Niger) entdeckt. Gadoufaoua gehört geologisch gesehen zur Elrhaz-Formation und liegt am östlichen Rand der Ténéré-Wüste, es ist besonders als Fundort des Riesenkrokodils Sarcosuchus, des Spinosauriden Suchomimus sowie des Vogelbeckendinosauriers Ouranosaurus bekannt.
Das Holotyp-Material (MNN GDF512) besteht aus einem fragmentarischen Schädel sowie aus teilweise verbundenen Halselementen, die in der Expedition im Jahr 1997 auf einer Fläche von nur einem Quadratmeter entdeckt wurden. Unter anderem ist der Großteil des Schädeldachs erhalten, auch der Hirnschädel (Neurocranium) ist intakt. Weitere, in der näheren Umgebung gefundene Knochen schließen Schulterblatt (Scapula), Vorder- sowie Hinterbeine mit ein. An anderen Orten in der Gadoufaoua-Region konnte die Expedition weitere Teilskelette sowie isolierte Knochen bergen. Ein Teilskelett, das bereits 1976 von Philippe Taquet beschrieben wurde, gehört sehr wahrscheinlich ebenfalls zu dieser Spezies.
Die Expedition im Jahr 2000 entdeckte ein weiteres Teilskelett (MNN GAD517). In den Jahren 2005 und 2007 folgten wichtige Veröffentlichungen zu dieser Gattung;; wobei auch ein CT-Scan des Schädels benutzt wurde. Mit der Erforschung des Nigersaurus konnte erstmals die Schädelanatomie eines Rebbachisauriden dokumentiert werden, weiter konnte erstmals ein Sauropoden-Gehirn komplett rekonstruiert werden.
Ein Skelett ist im National-Geographic-Museum in Washington zu sehen.

## Merkmale

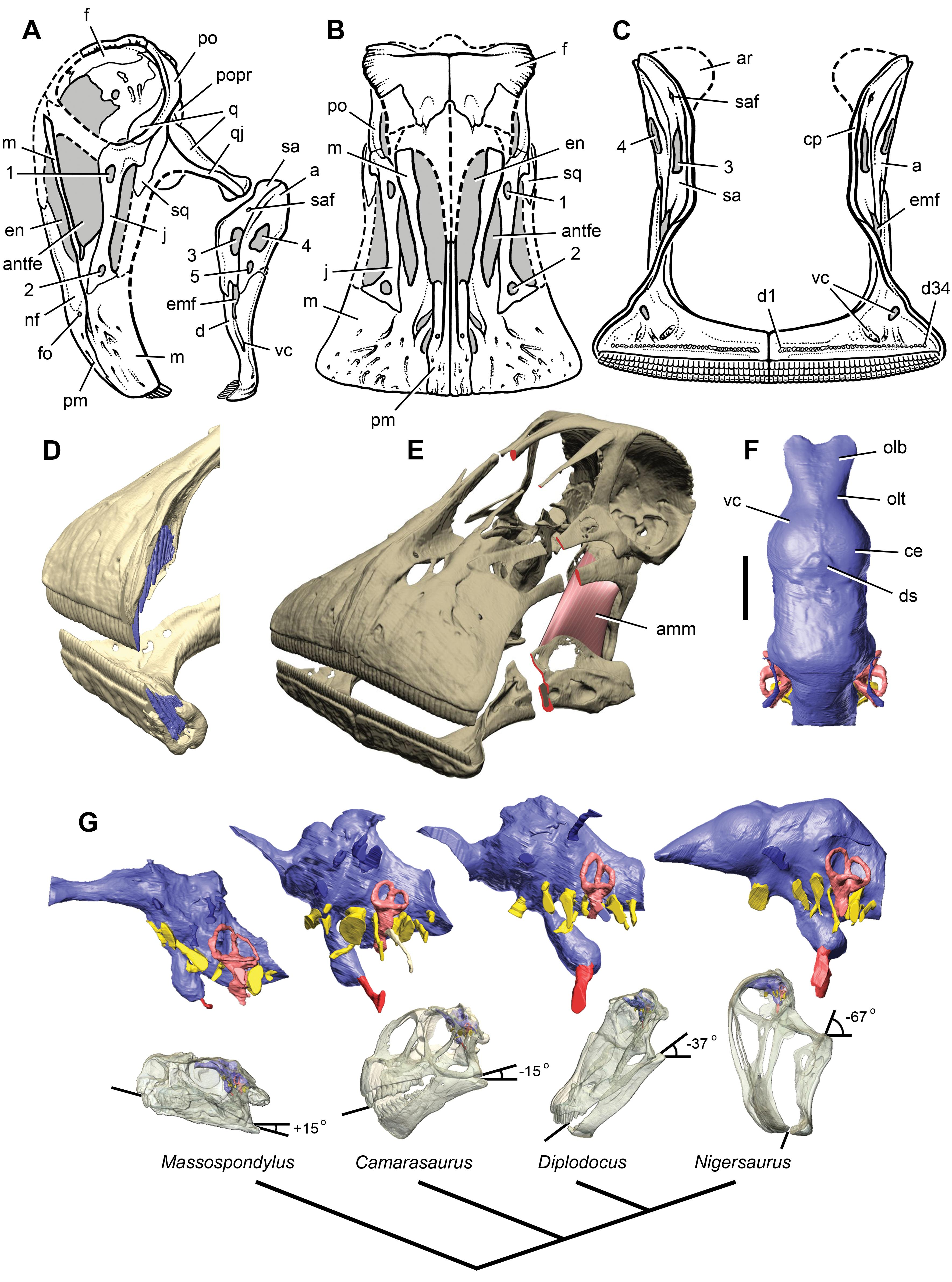
Rekonstruktion der Kopfhaltung von Nigersaurus taqueti im Vergleich zu anderen Sauropodomorpha

Nigersaurus gehört zu den ungewöhnlichsten Sauropoden, die je entdeckt wurden – besonders in Anbetracht des extrem leichten Schädels. Er zeigt für einen herbivoren Dinosaurier extreme Anpassungen.

### Schädel
Insgesamt ist der Schädel äußerst leicht gebaut – so sind die Verbindungsknochen, welche die Schnauze mit dem Hinterkopf verbinden, selten dicker als zwei Millimeter; die Fläche des Querschnitts dieser Knochen beträgt insgesamt nur etwa einen Quadratzentimeter.
Die beiden Unterkiefer sind von oben betrachtet L-förmig und bilden ein sehr breites, kastenförmiges Gebiss, das gerade, quer zum Längsschaft des Unterkiefers stehende Zahnreihen enthält – ein unter Dinosauriern einzigartiges Merkmal. Die Breite der Schnauze an ihrem vordersten Ende übertrifft leicht die Gesamtlänge des Unterkiefers.
Oberkiefer wie Unterkiefer weisen Zahnbatterien auf, welche tief in das Maxillare, das Premaxillare sowie das Dentale eingebettet sind. So standen unter jedem der über 100 aktiven Zähne bis zu 10 Ersatzzähne; insgesamt hatte der Schädel über 500 Zähne. Sie wirkten wie eine Schere, die Pflanzenbewuchs abschneidet. Die Zähne nutzten sich dabei schnell ab – bei keinem anderen Dinosaurier ist eine größere Abnutzrate bekannt. Die Zahnbatterien sorgten für einen kontinuierlichen Zahnwechsel, nach Sereno wuchs etwa jeden Monat ein Zahn nach. Jedenfalls besaß Nigersaurus keine der speziellen Anpassungen, die bei anderen Dinosauriern mit Zahnbatterien nachgewiesen wurden; die Ceratopia oder die Hadrosauridae hatten beispielsweise eine solide Schnauze, größere Ansätze für die Adduktions-Muskulatur, u. v. m.
Unter allen bekannten Sauropodomorpha einzigartig sind einige auf die Schädelöffnungen bezogene Merkmale; so existieren fünf zusätzliche Fenster vor allem im Unterkiefer, während das Supratemporalfenster geschlossen ist.
Der Gehirnkasten ist außergewöhnlich gut erhalten – lediglich die Parietal- und Supraoccipitalknochen waren verloren gegangen und mussten rekonstruiert werden. Das Gehirn wurde mittels Computertomografie und Silikonabgüssen rekonstruiert; die Ergebnisse bieten erstmals einen genaueren Blick auf den vorderen Teil eines Sauropodenhirns, inklusive Großhirn und Riechkolben. Das Großhirn ist konvex und macht, wie bei vielen anderen Dinosauriern, 30 % des Gesamtgehirns aus. Die Riechkolben sind klein, was auf einen eher schlechteren Geruchssinn hindeutet. Insgesamt wird das Gehirn auf eine Größe von 53,4 cm³ geschätzt, was jedoch, verglichen mit nicht-sauropoden Dinosauriern, sehr klein ist. Nigersaurus hat beispielsweise weniger als ein Drittel der Gehirnmasse des ähnlich großen Theropoden Carcharodontosaurus.

### Postcraniales Skelett

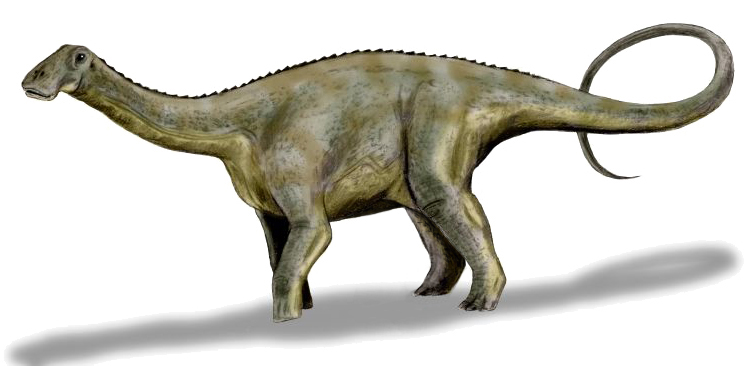
Lebendrekonstruktion

Mit einer durchschnittlichen Länge von neun Metern und einer Femur-Länge von etwa einem Meter war Nigersaurus ein kleinerer Sauropode. Der Hals ist im Vergleich mit anderen Sauropoden kurz, die 13 Halswirbel haben nur 130 % der Länge der Rückenwirbelsäule. Ein kurzer Hals und eine geringere Größe zeichnen die meisten Rebbachisauriden sowie Dicraeosauriden aus, die damit im Gegensatz zu den großen, langhalsigen Diplodociden stehen. Ob diese Merkmale der Diplodociden abgeleitete Merkmale dieser Familie sind, oder ob sich die gemeinsamen Merkmale der Dicraeosauridae und der Rebbachisauridae konvergent entwickelt haben, ist jedoch nicht klar.
Das Skelett ist insgesamt extrem leicht; so sind die Rücken- und Halswirbel stark ausgehöhlt und bestehen lediglich aus dünnen Knochenplatten. „Die Rückenwirbel sind so dünn wie Papier – man kann sich nur schwer vorstellen, wie sie den täglichen Belastungen gewachsen waren. Aber wir wissen, dass sie den Anforderungen gut gewachsen waren“, sagte Koautor Jeffrey A. Wilson, Assistenzprofessor an der University of Michigan. Auch die Schulter- und Beckengürtel bestehen aus dünnen, nur einige Millimeter dicken, Knochenblättern; lediglich die Schwanzwirbel und die Gliedmaßen waren weniger stark spezialisiert.

## Paläobiologie

### Kopfhaltung und Ernährung
Untersuchungen des inneren Ohres haben ergeben, dass der Kopf gewöhnlich um 67 Grad nach unten gerichtet war, knapp doppelt so viel wie bei Diplodocus (37 Grad). Im Gegensatz dazu hatte der Prosauropode Massospondylus, ein basaler Sauropodomorphe, bei neutraler Haltung den Kopf noch um 15 % nach oben geneigt.
Wie alle Diplodocoidea fraß auch Nigersaurus bodennahe Vegetation, der Kopf befand sich für gewöhnlich nicht weit vom Boden entfernt. Diese Fressweise wird auch durch die Breite der Schnauze gestützt, welche die Menge an Nahrung, die mit einem Biss aufgenommen werden kann, auf geraden Oberflächen vergrößert.
Welche speziellen Pflanzen Diplodocoiden gefressen haben, kann man nicht genau sagen, da nur wenige Mageninhalte und entsprechender versteinerter Kot (Koprolithen) gefunden wurden. Außerdem können die Floren nur schwer rekonstruiert werden, und die Zähne zeigen kaum Anpassungen an bestimmte Pflanzen. Bei Nigersaurus kann man jedoch aufgrund der sehr schwachen Kaumuskulatur von einer weichen Pflanzennahrung ausgehen, weshalb Schachtelhalme und Farne in Betracht gezogen werden. Gras scheidet, da es erst am Ende der späten Kreidezeit auftaucht, als Nahrungsquelle aus.

## Systematik
Die Rebbachisauridae wird, zusammen mit der Diplodocidae und der Dicraeosauridae, innerhalb der Diplodocoidea eingeordnet. Innerhalb der Rebbachisauridae gilt als nächster Verwandter des Nigersaurus ein schon im Jahr 2003 beschriebenes, jedoch noch unbenanntes Tier aus Spanien. Sereno et al. (2007) stellten die Hypothese auf, die unbekannte ursprüngliche Form der Diplodocoidea sei, analog zu der Dicraeosauridae und der Rebbachisauridae, eher klein und habe einen kurzen Hals. Dies würde bedeuten, dass es sich bei dem langen Hals und den großen Körpermaßen der Diplodocidae, wie man sie von Apatosaurus und Diplodocus kennt, um abgeleitete Merkmale handelt. Die Diplodocidae wären damit die Ausnahme, während man früher davon ausging, ihr Körperbau sei für die Diplodocoidae charakteristisch.